# Suore francescane di Nostra Signora del Buon Consiglio (Madrid)
Le Suore Francescane di Nostra Signora del Buon Consiglio (in spagnolo Hermanas Franciscanas de Nuestra Señora del Buen Consejo; sigla F.B.C.) sono un istituto religioso femminile di diritto pontificio.

## Storia
La congregazione fu fondata da Enriqueta Rodón Asencio sotto la direzione di Gioacchino da Llavaneras, ministro provinciale dei cappuccini: ebbe inizio ad Astorga il 14 febbraio 1896 con l'approvazione del vescovo Vicente Alonso y Salgado.
L'istituto, aggregato all'ordine dei frati minori dal 23 marzo 1927, ricevette il pontificio decreto di lode il 23 ottobre 1951 e le sue costituzioni furono approvate definitivamente il 9 luglio 1962.

## Attività e diffusione
In origine le suore si dedicavano essenzialmente all'apostolato tra le carcerate e alla loro riabilitazione, poi estesero la loro attività all'assistenza alle bambine orfane o abbandonate e alla cura dei malati, soprattutto nelle aree rurali.
Oltre che in Spagna, sono presenti in Perù, in Portogallo e in Kenya; la sede generalizia è a Madrid.
Alla fine del 2015 l'istituto contava 178 religiose in 23 case.